# Helmut Altrichter
Helmut Altrichter (* 7. November 1945 in Alt Moletein, Tschechoslowakei) ist ein deutscher Historiker. Er war von 1990 bis 2012 Inhaber des Lehrstuhls für Osteuropäische Geschichte an der Universität Erlangen-Nürnberg.

## Leben
Im Jahr 1964 machte Altrichter das Abitur am Melanchthon-Gymnasium Nürnberg, 1970 erhielt er das Staatsexamen für das Lehramt in den Fächern Geschichte, Deutsch und Sozialkunde. 1974 promovierte er an der Universität Erlangen bei Karl-Heinz Ruffmann, 1982 habilitierte er sich.
Altrichter war 1990 bis 2012 Professor an der Universität Erlangen. Er war von 1993 bis 1999 Vorsitzender des Verbandes der Osteuropahistoriker. Darüber hinaus war er Vorsitzender der wissenschaftlichen Beiräte des Instituts für Zeitgeschichte München-Berlin (heute Ehrenmitglied), des Geisteswissenschaftlichen Zentrums Geschichte und Kultur Ostmitteleuropas in Leipzig sowie des Deutschen Historischen Instituts Moskau. Im Kollegjahr 2001/2002 war Altrichter Forschungsstipendiat am Historischen Kolleg München. Von 2008 bis 2023 war Altrichter Mitglied im Herausgebergremium der Vierteljahrshefte für Zeitgeschichte.

## Schriften (Auswahl)
- Konstitutionalismus und Imperialismus. Der Reichstag und die deutsch-russischen Beziehungen 1890–1914 (= Erlanger Historische Studien. Band 1). Frankfurt am Main 1977.
- Staat und Revolution in Sowjetrußland 1917–1922/23 (= Erträge der Forschung. Band 148). Darmstadt 1981; 
  - 2. erw. Ausgabe Darmstadt 1996.
- Die Bauern von Tver. Vom Leben auf dem russischen Dorfe zwischen Revolution und Kollektivierung, München 1984; 
  - gekürzte und broschierte Sonderausgabe, mit einem Vorwort von Lew Kopelew, München 1984.
- Kleine Geschichte der Sowjetunion 1917–1991, München 1993;
  - zweite, erweiterte Auflage, München 2001;
  - dritte Auflage, München 2007;
  - fünfte Auflage, München 2022, ISBN 978-3-406-79328-8.
- Rußland 1917. Ein Land auf der Suche nach sich selbst, Paderborn/München/Wien/Zürich 1997;
  - zweite Auflage 2017, ISBN 978-3-506-78583-1.
- zusammen mit Walther L. Bernecker: Geschichte Europas im 20. Jahrhundert. Stuttgart 2004.
- (Hrsg.) GegenErinnerung. Geschichte als politisches Argument im Transformationsprozeß Ost-, Ostmittel- und Südosteuropas (= Schriften des Historischen Kollegs. Kolloquien. Band 61). München 2006, ISBN 978-3-486-57873-7 (online).
- Rußland 1989. Der Untergang des sowjetischen Imperiums. Verlag C. H. Beck, München 2009, ISBN 978-3-406-58266-0.
- Stalin. Der Herr des Terrors, München 2018, ISBN 978-3-406-71982-0.